# Jules Desbrochers des Loges
Jérôme-René-Charles-Jules Desbrochers des Loges (né le 18 juin 1836 à Béthune, mort le 10 août 1913 à Tours) est un entomologiste français.

## Biographie
Desbrochers est fonctionnaire du Ministère des Finances et travaille à Ardentes, à Gannat en 1875, à Vitry-aux-Loges de 1880 à 1887 puis à partir de 1888 à Tours.
Il collectionne tous les insectes d'Europe puis se spéciale dans les élatérides, les curculionides et les chrysomelidae. En 1891, il devient marchand-naturaliste et crée sa propre revue d'entomologie, Le Frelon. Dès 1879, il vend sa collection, principalement à Louis Bedel et Charles Oberthür.
Il décrit de nombreuses espèces, dont notamment Diorhabda carinulata, Tychius depressus, Tychius elongatus.